# An Thạnh Nam
An Thạnh Nam là một xã thuộc huyện Cù Lao Dung, tỉnh Sóc Trăng, Việt Nam.

## Địa lý
Xã An Thạnh Nam nằm ở phía nam huyện Cù Lao Dung, có vị trí địa lý: 
- Phía đông và phía nam giáp Biển Đông
- Phía tây giáp huyện Trần Đề
- Phía bắc giáp xã An Thạnh 3 và xã Đại Ân 1.

Xã An Thạnh Nam có diện tích 42,25 km², dân số năm 2022 là 8.620 người, mật độ dân số đạt 204 người/km².

## Hành chính
Xã An Thạnh Nam được chia thành 3 ấp: Vàm Hồ, Vàm Hồ A, Võ Thành Văn.

## Lịch sử
Ngày 11 tháng 1 năm 2002, Chính phủ ban hành Nghị định số 04/2002/NĐ-CP về việc thành lập xã An Thạnh Nam trên cơ sở 2.721,1 ha diện tích tự nhiên và 5.509 người của xã An Thạnh 3.
Ngày 4 tháng 10 năm 2016, Thủ tướng Chính phủ ban hành Quyết định số 1900/QĐ-TTg về việc công nhận xã An Thạnh Nam là xã đảo.